# Стежарены
Стежарены (рум. Stejăreni, Стежэрень) — село в Страшенском районе Молдавии. Наряду с селом Лозова входит в состав коммуны Лозова.

## Этимология
Название села происходит от слова дуб (рум. stejar).

## География
Село расположено на высоте 342 метра над уровнем моря.

## Население
По данным переписи населения 2004 года, в селе Стежэрень проживает 647 человек (300 мужчин, 347 женщин).
Этнический состав села:
| Национальность | Число жителей | Процентный состав |
| -------------- | ------------- | ----------------- |
| молдаване      | 628           | 97,06             |
| румыны         | 17            | 2,63              |
| русские        | 2             | 0,31              |
| Всего          | 647           | 100 %             |

## Изображение

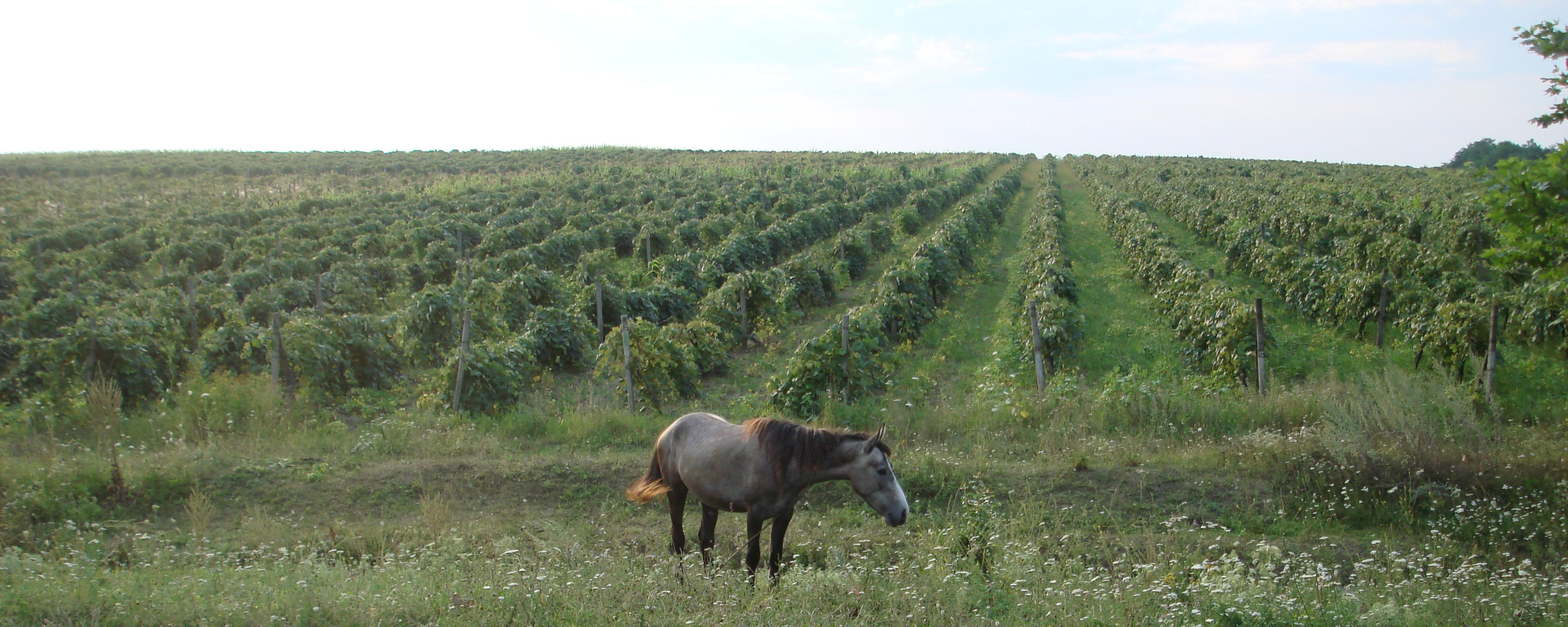
Виноградники возле Стежарен